# NHK World-Japan
NHK World é o serviço de rádio e televisão internacional da empresa estatal japonesa NHK. O serviço tem o objetivo de alcançar diversas áreas, e é similar ao BBC World News, Press TV, DW-TV, France 24 e RT e transmitida por operadoras de TV a cabo e via satélite pelo mundo.
A NHK World oferece três serviços: NHK World Rádio Japão, NHK World-Japan, e NHK World Premium. A NHK World também disponibiliza a sua programação em tempo real por streamming sob uma versão online do canal de televisão em seu site.

## Serviços

### NHK World Premium
A NHK World Premium transmite uma mistura de notícias, esportes e entretenimento em japonês internacionalmente via satélite como um serviço de assinatura. Na Europa, esse serviço é transmitido sob o nome de JSTV, e nos Estados Unidos com o nome de TV Japan. Os programas geralmente não possuem legendas em inglês.

### NHK World-Japan
A NHK começou suas transmissões internacionais de TV para a América do Norte e Europa em 1995. Em 1º de abril de 1998, a NHK World Television começou as suas transmissões. O canal de notícias e informação da NHK transmite internacionalmente via satélite e por TV a cabo. A programação é transmitida em inglês. Ela se tornou um canal de notícias em 2009, usando o tradicional logotipo da NHK World em sua própria marca d'água na tela. Anteriormente, a NHK World TV usou o tradicional logotipo de “3 ovos” da NHK. Atualmente o principal telejornal exibido pelo canal é o NHK Newsline.

### Rádio Japão
A NHK World Rádio Japão transmite programas noticiosos, informativos, e de entretenimento focados no Japão e na Ásia, em um total de 65 horas diárias de transmissões. A Rádio Japão oferece dois serviços:
- O General Service, que transmite internacionalmente em japonês e em inglês.
- O Regional Service, que transmite para regiões geográficas específicas em 17 idiomas: inglês, árabe, bengali, chinês, francês, hindi, indonésia, coreano, português, russo, espanhol, suaíli, siamês, urdu, e vietnamês.

Ambos serviços estão disponível por meio de ondas curtas como também online.